# Бетті Картер
Бе́тті Ка́ртер (англ. Betty Carter), справжнє ім'я Лі́ллі Мей Джонс (англ. Lillie Mae Jones; 16 травня 1929, Флінт, Мічиган — 26 вересня 1998, Нью-Йорк) — американська джазова співачка та авторка пісень.

## Біографія
Народилась 16 травня 1929 року в Флінті (штат Мічиган). Вчилася грати на фортепіано у Детройтській консерваторії. У юності співала з Чарлі Паркером та іншими гастролюючими бібоп-музикантами. Дебютувала професійно після того, як перемогла у любительському конкурсі в 1946 році. Гастролювала як Лоррейн Картер з Лайонелом Гемптоном (1948—51). Гемптон називав її «Бетті Бібоп», яке пізніше перетворилось на Бетті Картер.
Виступала сольно у нічних клубах та театрах з 1951 року. У 1955 році записала свій дебютний альбом на Columbia дуетом з піаністом Реєм Браянтом. У 1958 році записала I Can't Help It і Out There. Працювала з Майлзом Девісом (1958—59), ревю Рея Чарльза (1960—63); виступала з Сонні Роллінсом в Японії (1964). У 1969 році очолила власне тріо. У 1971 році заснувала свою компанію звукозапису Bet-Car, записи якої пізніше перевидавались на лейблі Verve. Виступала з симфонічним оркестром під керівництвом Девід Амрама у Нью-Йорку та Бостоні (1982—83). Її альбом Look What I Got! в 1988 році виграв премію «Греммі». У 1997 році вона була нагороджена Національною медаллю мистецтв президентом США Біллом Клінтоном.
Померла 26 вересня 1998 року в себе вдома в Брукліні (Нью-Йорк) від раку підшлункової залози у віці 69 років.

## Дискографія
- Meet Betty Carter and Ray Bryant (Columbia, 1955)
- Out There (Peacock, 1958)
- The Modern Sound of Betty Carter (ABC, 1960)
- Ray Charles and Betty Carter (ABC, 1961)
- 'Round Midnight (Atco, 1963)
- Inside Betty Carter (United Artists, 1964)
- Now It's My Turn (Roulette, 1976)
- Look What I Got! (Verve, 1988)